# 末舛恵一
末舛 惠一（すえます けいいち、1926年 8月21日- 2015年1月29日）は、日本の医学者。専門は呼吸器外科学。学位は、医学博士。国立がんセンター名誉総長。東京都済生会中央病院名誉院長。神奈川県出身。

## 略歴
- 1943年　神奈川県立横須賀中学校（現神奈川県立横須賀高等学校）卒業
- 1949年　慶應義塾大学医学部卒業
- 1957年　「血管拡張剤、血管緊張剤に関する犬の大網循環の顕微鏡的観察（特に実験的出血との関連について）」により慶應義塾大学から医学博士の学位を授与される。
- 1974年4月　国立がんセンター病院内視鏡部長
- 1977年8月　同 外来部長
- 1978年4月　同 副院長
- 1989年4月　同 病院長
- 1992年1月　同 総長
- 1994年3月　定年退職
- 1997年4月　東京都済生会中央病院 院長
- 2015年1月29日　死去[1]。88歳歿。没後に正四位を追叙された[2]。

1987年度高松宮妃癌研究基金学術賞受賞。

## 学会および社会における活動
- 日本胸部外科学会第43回会長、名誉会長
- 日本肺癌学会第27回会長
- 日本VR医学会理事長
- 日本CT検診学会名誉会員
- 日本癌学会名誉会員
- 日本がん転移学会名誉会員
- 日本呼吸器外科学会名誉会員
- 日本癌治療学会功労会員
- 日本胃癌学会特別会員
- 日本外科学会特別会員
- 日本クリニカルパス学会名誉会員
- 呼吸器胸腔鏡手術研究会顧問
- 財団法人高松宮妃癌研究基金理事（1990年-）、理事長（1999年-2008年）
- 財団法人予防医学事業中央会理事
- 財団法人日本おもちゃ図書館財団理事